# Garyfalliá Michálbey
Garyfalliá Michálbey (en grec moderne : Γαριφαλιά Μιχάλβεη ou Μιχάλμπεη), généralement connue sous le nom de Garafilia Mohalbi (1817 - 1830), est une esclave grecque, née dans une famille éminente de l'île de Psara. Ses parents sont tués, en 1824 lors du massacre de Psara, par les Ottomans. Réduite à l'esclavage elle est sauvée par un marchand américain et envoyée vivre avec sa famille à Boston aux États-Unis. Elle arrive à Boston à peu près à la même époque où Samuel Gridley Howe a amené John Celivergos Zachos et Christophorus Castanis (en) ainsi que d'autres réfugiés grecs. Elle meurt à l'âge de treize ans. Après sa mort, elle devient une célébrité populaire dans les médias et parmi les abolitionnistes. 

## Biographie
Garyfalliá Michálbey nait dans une famille grecque éminente sur l'île de Psara. Ses parents sont tués, en 1824, lors du massacre de Psara par les Ottomans. Garyfalliá et ses sœurs sont enlevées et vendues comme esclaves. À l'âge de dix ans, elle travaille comme esclave pour une famille turque de Smyrne.
Dans un bazar de Smyrne, elle rencontre le marchand américain M. Langdon et le supplie de la sauver de l'esclavage. Il l’achète à la famille et l'adopte comme sa fille. Il s'arrange pour que Garyfalliá s'embarque pour Boston, où elle vivra avec sa famille. Ses sœurs sont également libérées de l'esclavage et envoyées en Europe. Garyfalliá devient élève à l'école du couvent des Ursulines à Charleston, un quartier de Boston. Elle meurt de la tuberculose, le 17 mars 1830, à l'âge de treize ans.

## Arts et médias
Après sa mort, Garyfalliá Michálbey est devenue célèbre dans les médias de Boston, de la Nouvelle-Angleterre et finalement du monde entier. La peintre et miniaturiste américaine Ann Hall créé un portrait miniature de la jeune esclave grecque.
Le portrait miniature est ensuite produit comme une gravure populaire par Edward Gallaudet (en). Son cousin au second degré est Elisha Gallaudet, qui a gravé la première pièce de monnaie américaine, le Continental Dollar de 1776,. Le « portrait de Garafilia Mohalbi » est l'œuvre d'art la plus populaire d'Ann Hall.
En 1831, Lydia Sigourney écrit un poème The Youth's Keepsake A Christmas and New Year's Present, littéralement en français : Le souvenir de la jeunesse Un cadeau de Noël et de Nouvel An. Elle n'a pas encore publié de livres. En 1835, Sigourney publie Zinzendorff, and Other Poems, où figure le même poème, intitulé Garafilia Mohalbi.
En 1843, la poétesse américaine du XIXe siècle Hannah Flagg Gould (en) est inspirée par le portrait miniature d'Ann Hall, dont elle a une gravure. Elle écrit un poème, Garafilia's Picture, qui est présenté dans son livre The Golden Vase A Gift for the Young. Sarah Josepha Hale, écrivaine et militante américaine, surtout connue pour Thanksgiving, publie en 1853 un article sur Garafilia dans son livre Woman's Record Or, Sketches of All Distinguished Women.
Dans les années 1850, Carl Hause demande à Carl Gartner de composer une mazurka pour piano en l'honneur de la jeune esclave grecque Garyfalliá. Carl Gartner et Carl Hause avaient un trio populaire dans la région de Boston ; ils enseignaient également la musique.
De nombreux navires sont nommés d'après Garyfalliá ; ils étaient situés dans différents ports. Parmi eux, citons Honolulu, Baltimore et Rio de Janeiro,. Des parents ont donné à leurs enfants le prénom de Garafilia.
La popularité de l'histoire de l'esclave grecque circulait dans tous les États-Unis. L'éminent sculpteur américain Hiram Powers a voyagé en Europe pour voir le commerce des esclaves. Pendant son séjour à Florence, il commence à sculpter la populaire sculpture L'Esclave grecque. De nombreux autres artistes ont adapté le sujet qui a inspiré Le Marché d'esclaves (peinture de Jean-Léon Gérôme), Le Marché aux esclaves (peinture de Gustave Boulanger) et le Marché aux esclaves d'Otto Pilny, dans la dernière partie du XIXe siècle. 
En 1851, Christophoros Plato Kastanes (en) publie son livre, qui comporte un chapitre sur son expérience en tant qu'esclave fugitif de Chios dans une Grèce déchirée par la guerre. Le livre est devenu extrêmement populaire aux États-Unis et de multiples éditions ont été publiées. 
Harriet Beecher Stowe, dans The Key to Uncle Tom's Cabin, fait allusion à l'utilisation de la jeune esclave grecque Garyfalliá comme source d'inspiration pour La Case de l'oncle Tom en écrivant : « J'étais à Smyrne lorsque notre consul américain a payé une rançon pour une belle fille grecque sur le marché aux esclaves. Je l'ai vue monter à bord du brick 'Suffolk', quand elle est montée à bord pour être envoyée en Amérique pour son éducation ».

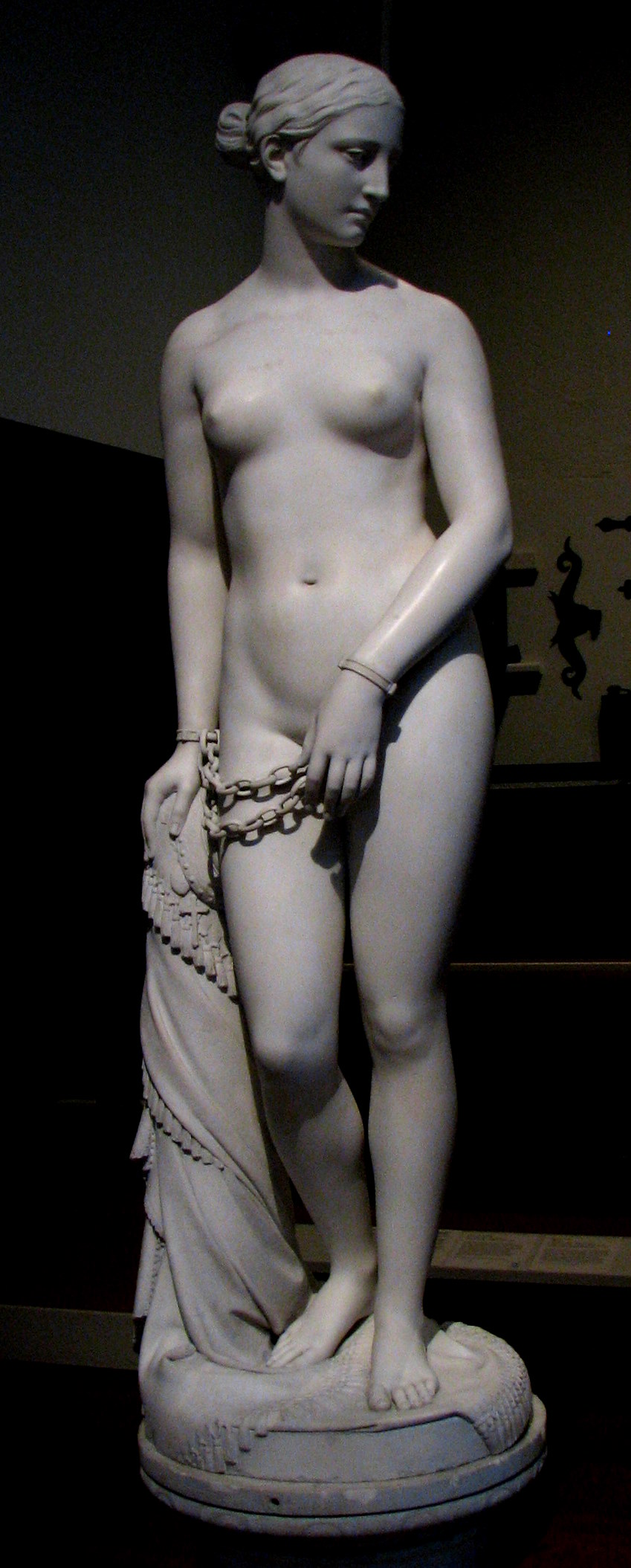
L'Esclave grecque sculpture de Hiram Powers